# 아카뎀고로도크

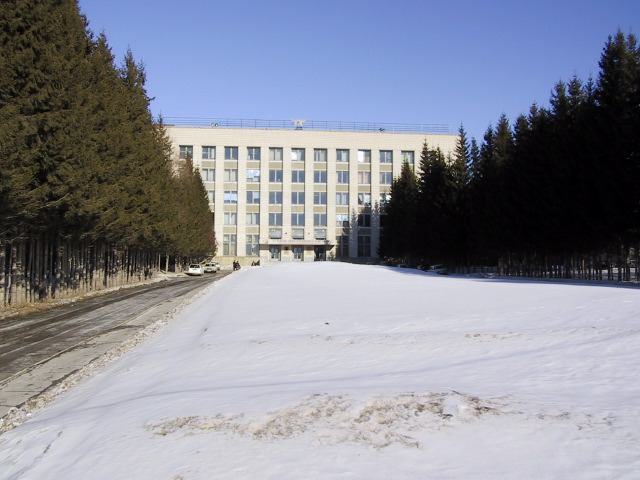
아카뎀고로도크에 위치한 원자물리학연구소

아카뎀고로도크(러시아어: Академгородо́к, 문화어: 아까뎀고로도크)는 노보시비르스크 소베츠키 구에 위치한 인구 약 10만의 과학 연구 단지이며, 시내에서 20 km 떨어져 있다. 과학연구센터가 1959년부터 건설되기 시작하였다. 1980년대 초반 대학·실험실·주거시설과 더불어 20여 개의 독립연구소가 설립되었다.
현재는 핵물리학·지질학에서부터 고문서학에 이르기까지 20개 이상의 학술연구기관과 통할기관인 러시아 과학 아카데미 시베리아 총지부가 있다. 지명 "아카뎀고로도크"는 "과학 아카데미 도시"라는 뜻이다. 미하일 라프렌티예프가 근무했던 곳이었다.

## 같이 보기
- 러시아의 교육